# HaMaʿarach
HaMaʿarach (hebräisch המערך deutsch: Die Verbindung; englisch Alignment) war eine Fraktion im israelischen Parlament (Knesset), die von 1965 bis 1968 und erneut von 1969 bis 1991 bestand. Ihr gehörten Abgeordnete mehrerer linker und zionistischer Parteien an. Hauptbestandteil war die Arbeitspartei Avoda. Zudem trat HaMaʿarach in den genannten Zeiträumen auch als Listenvereinigung zu den Parlamentswahlen an. Bei den Wahlen 1965 bis 1973 sowie 1984 wurde sie jeweils stärkste Kraft. Ihre Spitzenvertreter waren Levi Eschkol, Golda Meir, Jitzchak Rabin und Schimon Peres.

## Geschichte
Die erste, „kleine“, Verbindung entstand im Vorfeld der Knessetwahl 1965 als Allianz der beiden linkszionistischen Parteien Mapai und Achdut haAwoda, zunächst unter der Bezeichnung HaMaʿarach LeAchdut Poalei Eretz Jisrael („Verbindung für die Einheit der Arbeiter des Landes Israel“). Spitzenkandidat war der amtierende Ministerpräsident Levi Eschkol (Mapai). HaMaʿarach gewann die Wahl und erhielt 45 der 120 Sitze in der Knesset. 1968 fusionierten die beiden Bestandteile Mapai und Achdut haAwoda sowie David Ben-Gurions kurzlebige Partei Rafi zu einer gemeinsamen Partei: Awoda. HaMaʿarach als Parteienbündnis und Fraktionsgemeinschaft wurde dadurch zunächst obsolet, stattdessen gab es eine Awoda-Fraktion.

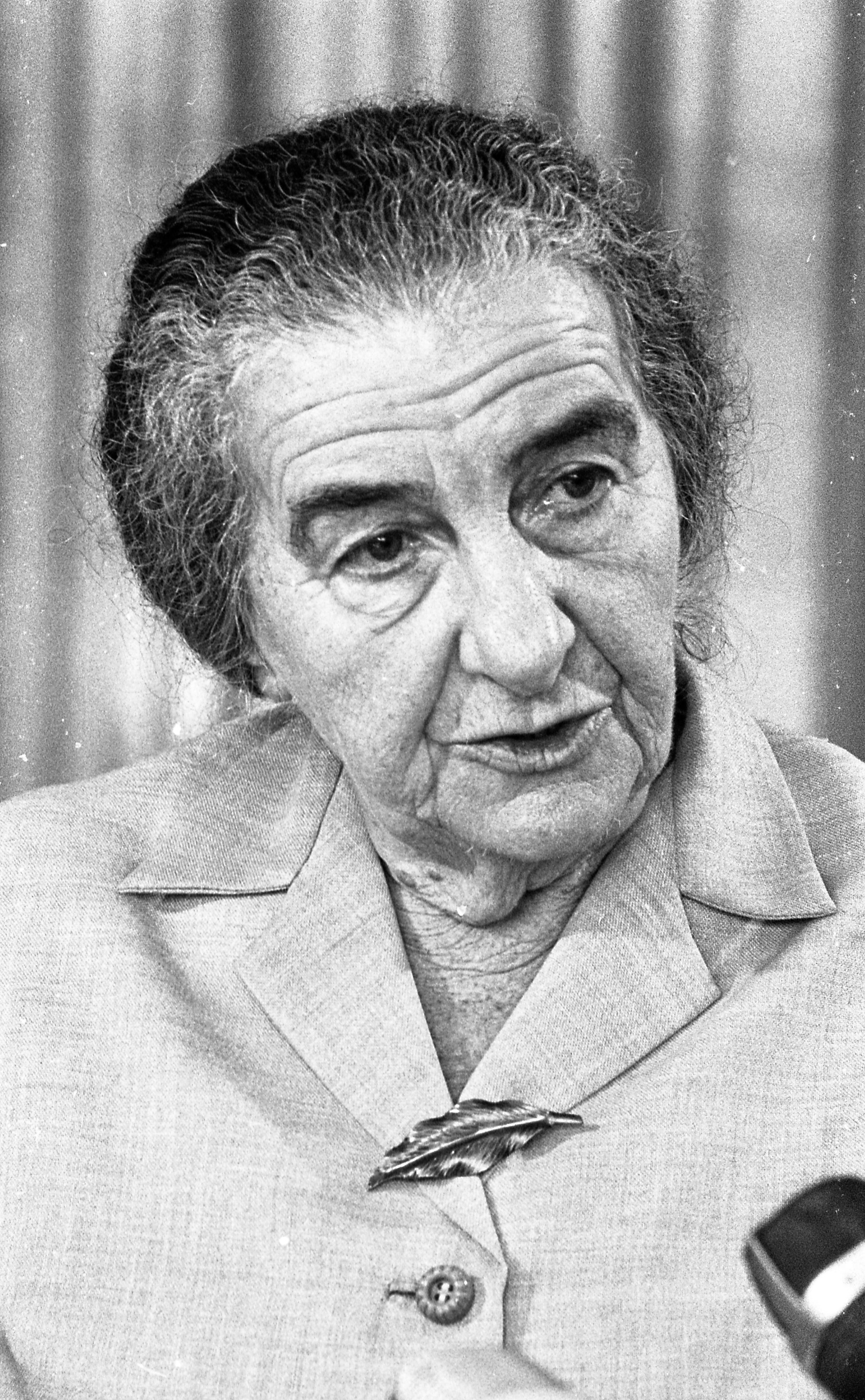
Golda Meir (1969)

1969 wurde jedoch eine zweite, „große“, Verbindung gebildet, diesmal zwischen der frisch vereinten Arbeitspartei und der weiter links stehenden, inzwischen aber gemäßigten Mapam. Noch vor Ende der Legislaturperiode bildete sich erneut eine HaMaʿarach-Fraktion in der Knesset, die durch den Zugang der acht Mapam-Abgeordneten zuletzt 63 Sitze hatte – das einzige Mal in der Geschichte der Knesset, dass eine Fraktion über eine absolute Mehrheit verfügte. Nach dem Tod Eschkols übernahm Golda Meir die Führung sowohl der Arbeitspartei als auch des Bündnisses sowie das Amt der Ministerpräsidentin. Unter ihrer Führung gewann HaMaʿarach die Wahl im Oktober 1969 mit 46,2 Prozent der Stimmen und 56 Sitzen – das beste Ergebnis in der Geschichte des Bündnisses. Bei der nächsten Wahl 1973 musste die Verbindung deutliche Verluste hinnehmen, blieb aber stärkste Kraft.
Das änderte sich 1977, als HaMaʿarach auf 24,6 % und 32 Sitze abstürzte und erstmals in die Opposition gegen eine Regierung des rechten Likud gehen musste. Die Wahl 1981, mit Schimon Peres als Spitzenkandidat, brachte der Verbindung deutliche Zugewinne, sie hatte anschließend nur einen Sitz weniger als der Likud, blieb aber in der Opposition. Schulamit Aloni, die einzige Abgeordnete der linksliberalen Partei Ratz, schloss sich vorübergehend der HaMaʿarach-Fraktion an, verließ sie aber vor Ende der Legislaturperiode wieder. Zwei Likud-Abgeordnete (u. a. Jitzchak Peretz) liefen 1982 zur Maʿarach über, wodurch sie bis zur Auflösung des Parlaments 1984 wieder stärkste Fraktion war.

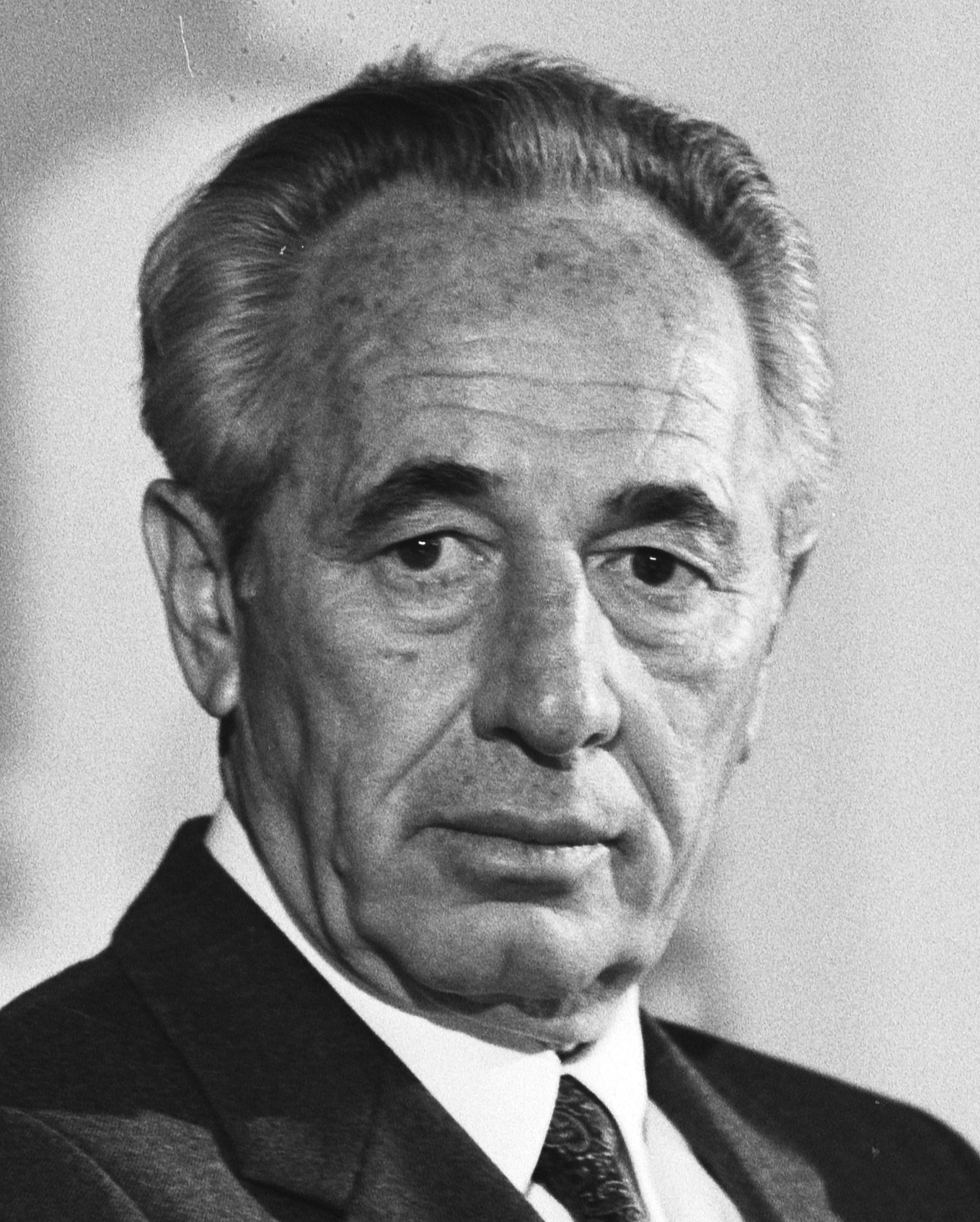
Schimon Peres (1986)

Zur Wahl 1984 schloss sich die außerparlamentarische Kleinpartei Libralim Atzma’im („Unabhängige Liberalen“) als weiterer Bestandteil der Verbindung an. Erneut von Peres geführt, wurde sie bei dieser Wahl wieder stärkste Kraft. Da weder das linke noch das rechte Lager eine Mehrheit hatte, einigten sich HaMaʿarach und Likud auf eine große Koalition, wobei Schimon Peres und Jitzchak Schamir jeweils für eine halbe Legislaturperiode die Regierung führten. Die Mapam lehnte dieses Abkommen jedoch ab und verließ die Verbindung nach 15 Jahren. Ihre sechs Abgeordneten bildeten eine eigene Fraktion. Die drei Abgeordneten der zur Mitte orientierten Partei Jachad um Ezer Weizmann schlossen sich dagegen der Maʿarach-Fraktion an. Weizmanns Jachad verschmolz 1986 mit der Awoda. Die Unabhängigen Liberalen verließen die Verbindung 1987 wieder. Anschließend war HaMaʿarach kein Bündnis verschiedener Parteien mehr, sondern nur noch eine erweiterte Arbeitspartei.
Bei der Wahl 1988 fiel HaMaʿarach auf 30 % und 39 Sitze zurück. Sie bildete erneut eine große Koalition mit dem Likud unter Schamir. Schimon Peres versuchte 1990, an der Spitze einer Koalition aus linken und ultraorthodoxen Parteien die Regierungsführung zu übernehmen und den Likud in die Opposition zu schicken. Die Religiösen ließen den Deal aber platzen und bildeten stattdessen eine Regierung mit Schamirs Likud, während HaMaʿarach die Regierung verlassen musste. Da die Fraktion letztlich nur noch aus Abgeordneten der Arbeitspartei bestand, benannte sie sich 1991 in Awoda-Fraktion um, womit die Geschichte von HaMaʿarach endete.